# Слоун Стівенс
Слоун Стівенс (англ. Sloane Stephens; нар. 20 травня 1993) — американська тенісистка, переможниця Відкритого чемпіонату США 2017 року.
Слоун народилася в місті Плантейшн, штат Флорида, у родині плавчині та гравця в американський футбол. Її батько загинув у автокатастрофі 1 вересня 2009 року. Слоун почала грати в теніс у 9 років. На юніорському рівні вона тричі вигравала турніри Великого шолома в парному розряді разом із угоркою Тімеа Бабош. З 2007 року Слоун почала брати участь у турнірах ITF, а з 2009 — в турнірах WTA.
Першого великого успіху в турнірах Великого шолома Стівенс досягла на Відкритому чемпіонаті Австралії 2013, де вона здолала Сімону Халеп, Крістіну Младенович, Лору Робсон, Бояну Йовановські та Серену Вільямс.
Стівенс виграла одиночний жіночий турнір на Відкритому чемпіонаті США 2017 року. Це сталося після того, як вона пропустила половину сезону через операцію.

## Статистика

### Виступи на турнірах Великого шолома
| Рік             | 2008 | 2009 | 2010 | 2011 | 2012 | 2013 | 2014 | 2015 | 2016 | 2017 | 2018 | 2019 | Усп    | В−П   |
| --------------- | ---- | ---- | ---- | ---- | ---- | ---- | ---- | ---- | ---- | ---- | ---- | ---- | ------ | ----- |
| Australian Open | A    | A    | A    | К2   | 2к   | ПФ   | 4к   | 1к   | 1к   | A    | 1к   | 4к   | 0 / 7  | 12–7  |
| French Open     | A    | A    | A    | 1к   | 4к   | 4к   | 4к   | 4к   | 3к   | A    | Ф    | ЧФ   | 0 / 8  | 24–8  |
| Wimbledon       | A    | A    | A    | К2   | 3к   | ЧФ   | 1к   | 3к   | 3к   | 1к   | 1к   | 3к   | 0 / 8  | 12–8  |
| US Open         | К2   | К1   | К2   | 3к   | 3к   | 4к   | 2к   | 1к   | A    | П    | ЧФ   | 1к   | 1 / 8  | 19–7  |
| Ви–Пр           | 0–0  | 0–0  | 0–0  | 2–2  | 8–4  | 15–4 | 7–4  | 5–4  | 4–3  | 7–1  | 10–4 | 9-4  | 1 / 30 | 69–30 |

### Фінали турнірів Великого шолома
| Результат | Рік  | Турнір      | Поверхня | Супротивниця | Рахунок       |
| --------- | ---- | ----------- | -------- | ------------ | ------------- |
| Перемога  | 2017 | US Open     | Хард     | Медісон Кіз  | 6–3, 6–0      |
| Поразка   | 2018 | French Open | Ґрунт    | Симона Халеп | 6–3, 4–6, 1–6 |

## Фінали турнірів WTA

### Одиночний розряд: 8 (6 титулів)
| Результат | №   | Дата           | Турнір                                      | Поверхня        | Супротивниця           | Рахунок            |
| --------- | --- | -------------- | ------------------------------------------- | --------------- | ---------------------- | ------------------ |
| Перемога  | 1.  | 9 серпня 2015  | Citi Open, Вашингтон, США                   | Хард            | Анастасія Павлюченкова | 6–1, 6–2           |
| Перемога  | 2.  | 9 січня 2016   | ASB Classic, Окленд, Нова Зеландія          | Хард            | Юлія Гергес            | 7–5, 6–2           |
| Перемога  | 3.  | 27 лютого 2016 | Abierto Mexicano Telcel, Акапулько, Мексика | Хард            | Домініка Цібулкова     | 6–4, 4–6, 7–6(7–5) |
| Перемога  | 4.  | 10 квітня 2016 | Charleston Open, Чарльстон, США             | Ґрунт (зелений) | Олена Весніна          | 7–6(7–4), 6–2      |
| Перемога  | 5–0 | Вересень 2017  | US Open                                     | Хард            | Медісон Кіз            | 6–3, 6–0           |
| Перемога  | 6–0 | Березень 2018  | Мастерс Маямі, США                          | Хард            | Олена Остапенко        | 7–6(7–5), 6–1      |
| Поразка   | 6–1 | Червень 2018   | French Open                                 | Ґрунт           | Симона Халеп           | 6–3, 4–6, 1–6      |
| Поразка   | 6–2 | 12 сер 2018    | Мастерс Канада                              | Хард            | Симона Халеп           | 6–7(6–8), 6–3, 4–6 |